# 古斯塔夫·弗拉托
古斯塔夫·费利克斯·弗拉托（德語：Gustav Felix Flatow，1875年1月7日—1945年1月29日），德国男子竞技体操运动员。他曾获得1896年夏季奥运会体操比赛男子团体单杠金牌。他也参加了1900年夏季奥运会。1945年，死于纳粹大屠杀。

## 外部連結
- 古斯塔夫·弗拉托 （页面存档备份，存于） - 以色列猶太大屠殺紀念館 （英文）